# Distance (西野加奈單曲)
《Distance》為日本女歌手西野加奈於2011年2月9日發行的13th單曲。

## 解說
- 與前作《你喲》相隔約3個月。
- 2011年第一張單曲。
- 單曲「初回限定盤」封面以「全像攝影」的特殊方式拍成。

## 發行版本
- CD ONLY（初回限定盤）
- CD ONLY

## 曲目
1. Distance
作詞：西野加奈、 作曲：MATS LIE SKARE・FAST LANE
  - NTT「ミュージコ♪」廣告曲
2. beloved
作詞：西野加奈・DJ Mass、作曲：DJ Mass・Takashi Yamaguchi・Hiroshi Yoshida、編曲：VIVID Neon*・Takashi Yamaguchi
  - 關西電視台《Gout Temps Nouveau》主題曲
3. Call Me Up
作詞：西野加奈・HIRO、作曲・編曲：HIRO
  - 近鐵「伊勢・鳥羽・志摩スーパーパスポートまわりゃんせ」廣告曲